# Ostříž aplomado
Ostříž aplomado (Falco femoralis) je středně velký dravec z čeledi sokolovitých.

## Popis
Ostříž aplomado je velmi štíhlý, má dlouhá křídla a dlouhý ocas, dosahuje velikosti malého sokola stěhovavého, 30–40 cm dlouhý a průměrné rozpětí křídel asi 90 cm, ale pouze poloviční váhu, asi 208–305 g samec a 271–460 g samice. U dospělých ptáků, jsou vrchní části tmavě modro-šedé, stejně jako velká část hlavy, s obvyklým sokolím "vousem“ ostře kontrastující s bílým krkem a očním proužkem.
Kromě toho, že samice jsou větší než samci, pohlaví jsou si podobné. Juvenilní ptáci jsou velmi podobní dospělým, ale jejich vrchní části a břišní pás jsou černohnědé, hrudník je černě pruhovaný, bílá na hlavě a hrudi je zbarvená jako useň a skořicová na spodní části je světlejší, jako jsou nohy.